# Хэшигтэн-Ци
Хэшигтэн-Ци (кит. упр. 克什克腾旗, пиньинь Kèshíkèténg qí, монг. Хэшигтэн хошуу) — хошун городского округа Чифэн Автономного района Внутренняя Монголия (КНР). Название хошуна в переводе означает «Знамя кэшиков».

## История
Когда в первой половине XVII века чахарские монголы покорились маньчжурам, то последние ввели среди монголов свою восьмизнамённую систему, и в 1652 году здесь был создан хошун Хэшигтэн.
После образования Китайской республики здесь был образован уезд Цзинпэн (经棚县) провинции Жэхэ. В 1933 году провинция была захвачена японцами, которые передали её марионеточному государству Маньчжоу-го. В 1942 году власти Маньчжоу-го перевели эти земли в состав провинции Хинган.
После Второй мировой войны эти места стали ареной противоборства КПК и Гоминьдана. В 1948 году уезд был вновь трансформирован в хошун, а в 1949 году хошун вошёл в состав аймака Джу-Уд (昭乌达盟) Автономного района Внутренняя Монголия. В 1969 году он вместе с аймаком перешёл в состав провинции Ляонин, в 1979 году возвращён в состав Внутренней Монголии. В 1983 году аймак был преобразован в городской округ Чифэн.

## География
На территории хошуна расположено озеро Далай-Нур, которое в 1871 году посетил Н. М. Пржевальский.

## Административное деление
Хошун Хэшигтэн-Ци делится на 7 посёлков, 2 волости и 4 сомона.